# Маронитска црква
Маронитска црква је назив који се истовремено користи за древноисточну маронитску цркву (која је постојала у средњем веку) и потоњу Маронитску католичку цркву, која је настала из древне маронитске цркве, након прихватања католицизма.
Оснивач ове древне цркве био је Свети Марон Сиријски који је живео крајем 4. и почетком 5. века, а први патријарх древне маронитске цркве био је Јован Марон, који је постављен крајем 7. века. Иако су током првих векова следили сопствену монотелитску христологију, маронити су крајем 12. века под утицајем крсташа почели да прихватају католицизам што је довело до настанка Маронитске католичке цркве. Католички маронити данас представљају једну од главних верских група у Либану. У Либану постоји верска подела функција по којој је председник Либана увек маронит.

## Древна маронитска црква
Након разарања Јерусалима 70. Антиохија је постала центар хришћанства. Марон је био монах, који је у 4. веку напустио Антиохију и водио је аскетски живот око реке Оронт. Он је имао много следбеника. Када је Марон умро његови ученици су изградили манастир и тиме створили језгро будуће маронитске цркве.
У прво време, маронити су били потпуно правоверни, прихватили су учење Четвртог васељенског сабора у Халкидону 451. године и одбацивали су монофизитство. Након што су монофизити поклали 350 монаха у Антиохији, маронити су побегли у планине Либана. Након страдања православног патријарха из Антиохије 602. маронити су остали без дотадашњег црквеног поглавара. У време великог рата између Византије и Персије, цар Ираклије (610-641) је покушао да измири православне и монофизитске хришћане путем компромисне моноенергијске и монотелитске христологије коју су постепено изградили цариградски патријарси Сергије и његови наследници. Недуго потом, дошло је до освајања Сирије од стране Арапа, а монотелитска политика је временом напуштена и у самом Цариграду. Као једино упориште монотелитског хришћанства преостала је управо Маронитска црква. Одбацивши учење Шестог васељенског сабора у Цариграду (681), Маронити су задржали монотелитско учење и 685. године приступили су избору властитог патријарха Јована Марона, кога су сматрали законитим наследником антиохијске патријаршијске катедре. Тиме је коначно створена Древна маронитска црква.
Услед муслиманског освајања Сирије и све тежег положаја хришћана маронити су настојали да поправе односе са Византијом. Добили су политичку и војну помоћ. Међутим муслимански владари су се жестоко осветили, тако да је маронитима запретило истребљење. Склонили су се у планине Либана. Након 685. године били су углавном изоловани од осталог хришћанског света, настојећи да се одрже у непријатељском исламском окружењу. Бирали су своје патријархе и задржали су посебну монотелитску христологију.

## Маронитска католичка црква
За време крсташких ратова, католички крсташи су открили мароните у планинама близу Триполија. Ремон Тулуски је након освајања Јерусалима предузео и опсаду Триполија. Маронити су у 12. веку помагали крсташе и на подстицај католичких мисионара је 1182. године започео процес њиховог преласка у католицизам. Након преговора, папа је признао посебност маронитске патријаршије чиме је постављен темељ за настанак Маронитске католичке цркве. Међутим, процес покатоличавања је текао успорено, пошто је међу многим маронитима постојао отпор према прихватању страних латинских обичаја и верских новина. Када су муслимани поново победили крсташе уследили су 1291. нови прогони хришћана у бившим крсташким државама. Маронити су скупо платили сарадњу са крсташима. Мамелуци су повели џихад и побили су многе хришћане, а маронити су тешко пострадали.
Маронити су наставили да одржавају везе са Римом и постепено су прихватали све више католичких утицаја, тако да су њихови литургијски и остали верски обичаји током времена постали у знатној мери латинизирани. У Риму је успостављен и посебан маронитски колеџ. Након пораза Мамелука Османско царство је преузело Либан, али није се много бринуло о Либану, тако да су Либаном владали Друзи од 1585. до 1635. За време Друза за Мароните је била много боља ситуација. Османско царство није било више спремно да толерише исламског јеретичког вођу Друза, па су поразили Друзе 1635. Уследио је поново период етничког прогона у коме су страдале десетине хиљада хришћана. Француска је 1638. запретила интервенцијом Османском царству у случају даљих прогона хришћанског становништва. Османско царство је предало власт локалним Друзима, да би избегли француску интервенцију. Када је Европа ратовала за време Наполеона Османско царство је потакло Друзе и друге муслимане против Маронита. Око 1860. Маронити и Друзи су се сукобили након доласка курдских џихадиста. Султан је искористио маронитску реакцију као изговор за нови прогон Маронита. Француска је запретила Порти, па су се џихадисти повукли. Међутим султан је наставио да подржава власт Друза, па су Маронити подигли устанак 1866. против Давуд паше. Маронитима је стигла у помоћ европска флота, па је након бомбардовања и европске инвазије паша побегао.
За време француског мандата над Либаном 1920. маронити су добили аутономију и осигурали су своју позицију у независном Либану 1943. Током француске управе били су привилеговани. Били су једна од главних фракција либанског грађанског рата.

## Организација
На челу маронитске католичке цркве је маронитски патријарх од Антиохије. Када се изабере нови патријарх он тражи причест од римског папе и на тај начин одржава везе са Католичком црквом. Деле исту доктрину са католицима, али имају властиту литургију и хијерархију. Литургијски језик је сиријски. Свештеници и епископи се могу женити, међутим њихови свештеници у Америци се морају држати целибата.

## Становништво
Сматра се да у свету има око 15 милиона маронита. У Либану их има 800.000 до 900.000 и чине до 25% становништва. Према либанском договору између различитих верских група председник увек мора бити маронит. У Сирији има 40.000 маронита и има их у Дамаску и Алепу. На Кипру маронитска заједница говори кипарско-маронитско-арапски. На Кипар су дошли вероватно са крсташима.